# Objektivanschluss

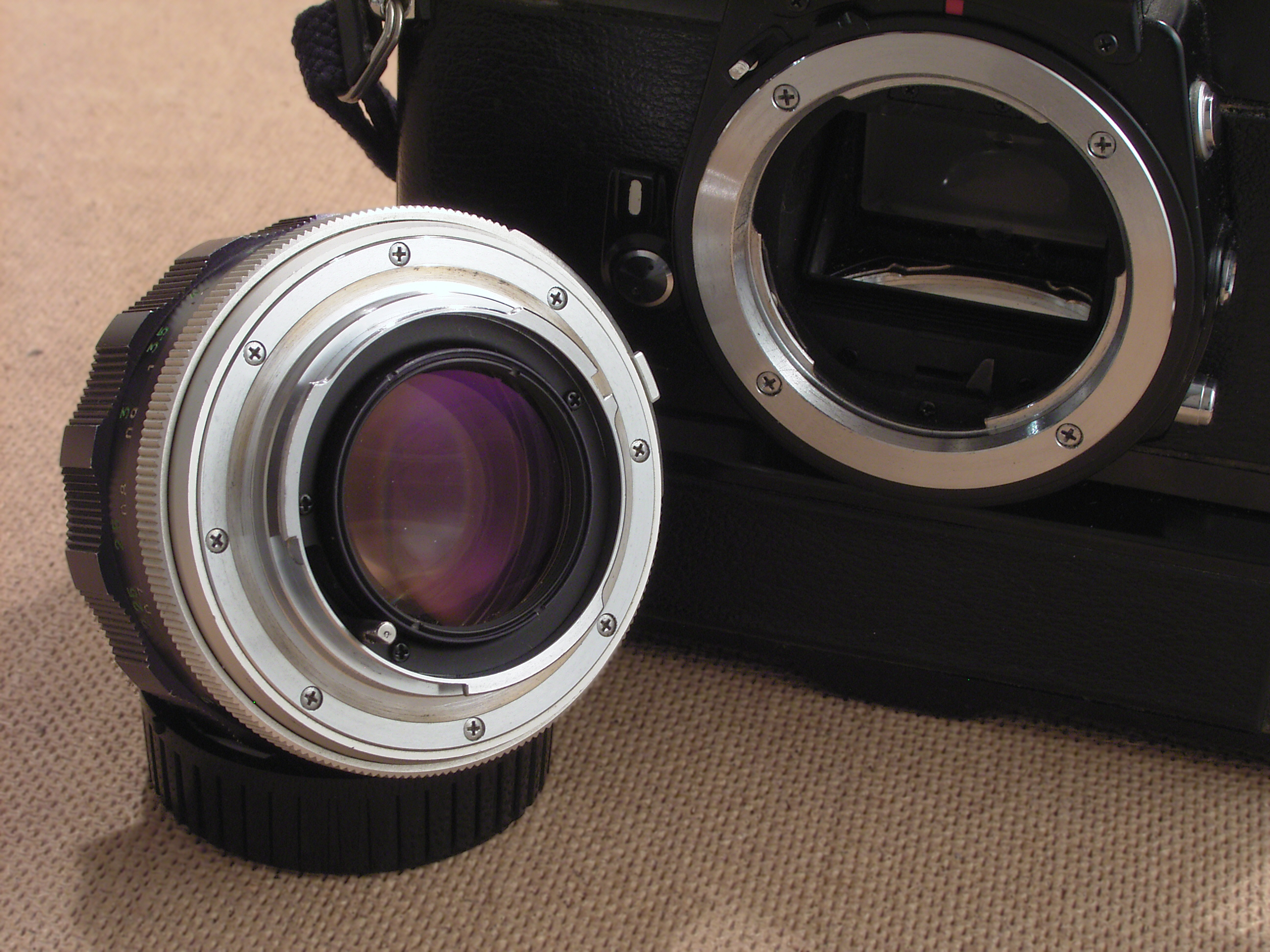
Objektiv und Kamera werden über den Objektivanschluss miteinander verbunden

Der Objektivanschluss ermöglicht das Befestigen eines Wechselobjektivs an einem Kameragehäuse. 

## Mechanik
Es sind unterschiedliche Systeme in Gebrauch:
- Rechteckige Platte 
 Der historisch erste und einfachste Objektivanschluss waren Objektive, die auf einer rechteckigen Platte auf das kastenförmige Kameragehäuse aufgeschoben wurden.
- Objektivgewinde 
 Auch heutzutage noch gängig sind Befestigungsgewinde. Hier sind insbesondere die Objektivgewinde  M39,  M40,  M42 und der T2-Anschluss zu nennen. Seit sich Kyocera 2005 mit seinen Marken Contax und Yashica aus dem Massenmarkt für Kameras verabschiedet hat, werden Objektive mit M42-Gewinde auch wieder als Neuware angeboten, und zwar von Carl Zeiss. Im gewerblichen Bereich, insbesondere bei digitalen Industrie- und Überwachungskameras, finden sich meist der C-Mount- und der CS-Mount, beide ebenfalls Schraubanschlüsse.
- Objektivbajonett 
 Die meisten Wechselobjektive haben heute einen Bajonettverschluss. Man unterscheidet dabei zwei Varianten: Einmal greifen rund um das Hinterende des Objektivkorpus angeordnete metallische Nasen in entsprechende Aussparungen am Flanschring des Kameragehäuses ein; bei der zweiten Variante befinden sich die Nasen an der Kamera und der Flanschring am Objektiv. Durch eine Steck-Dreh-Bewegung werden die Verschlüsse eingerenkt. 
 Einige Bajonettsysteme (Nikon F, Pentax K, Micro Four Thirds (MFT), EF-Bajonett) werden von mehreren Herstellern unterstützt, ansonsten sind sie herstellerspezifisch ausgeführt.

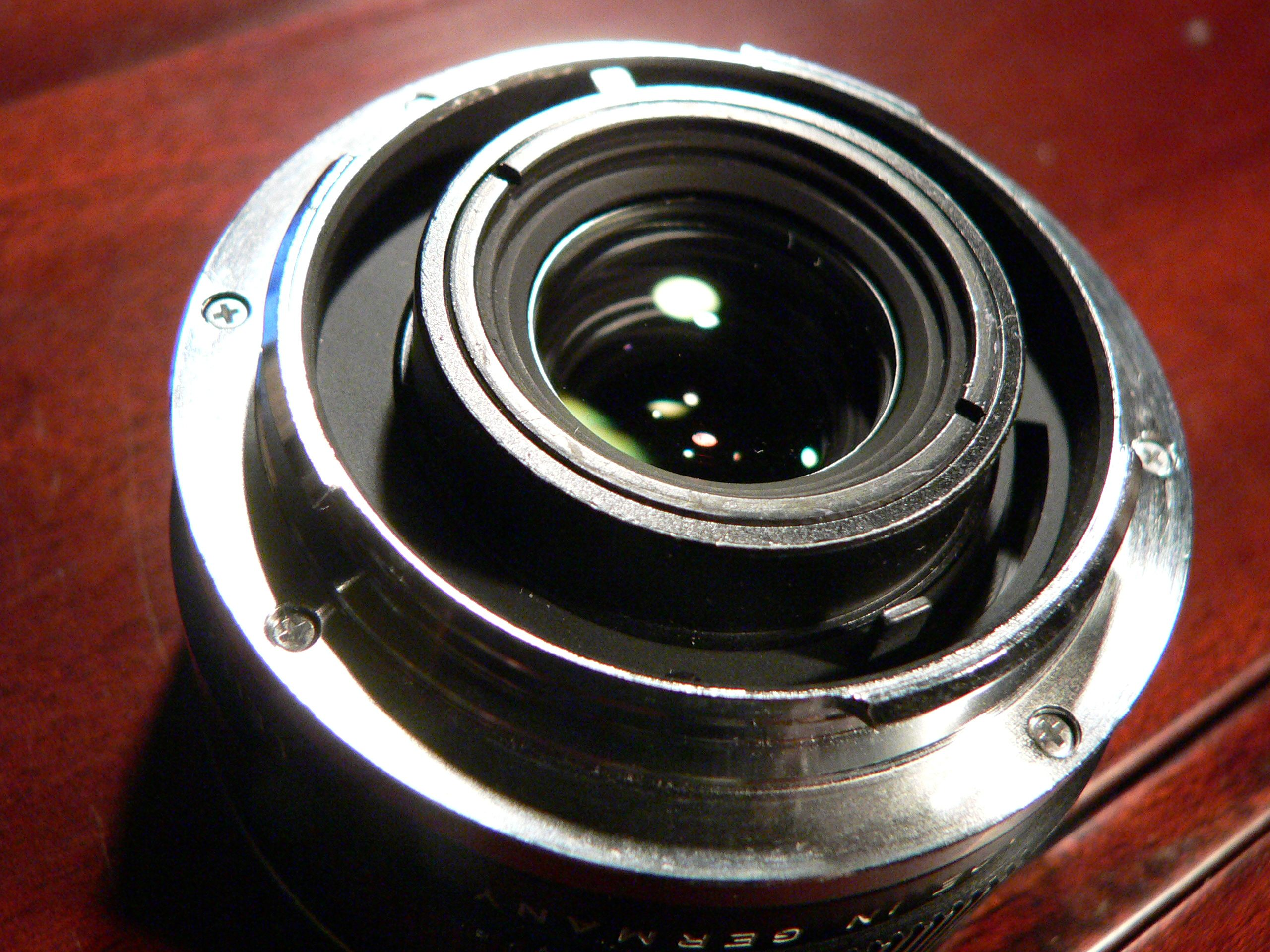
Objektiv mit Nasen
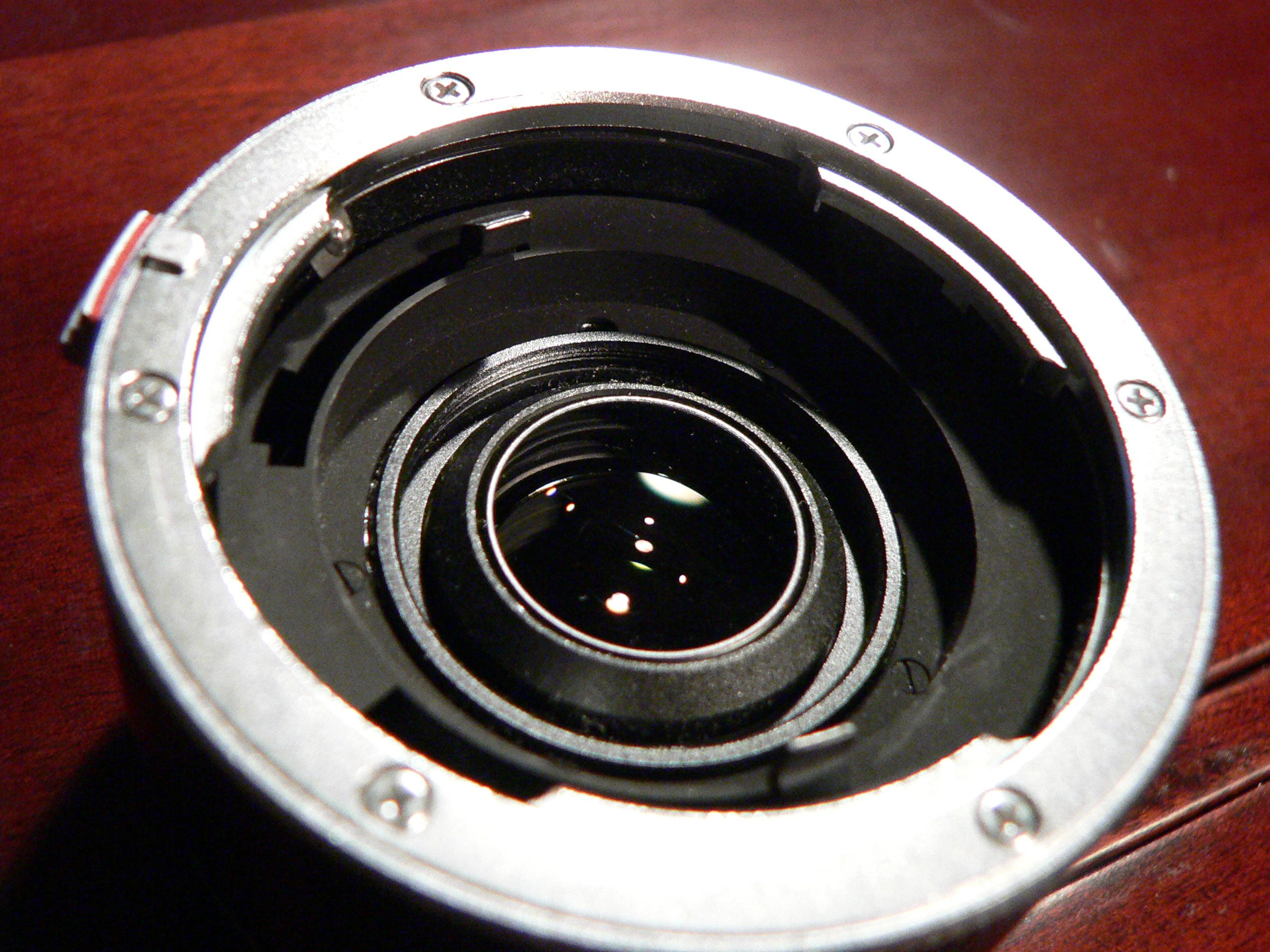
Objektiv mit Aussparungen

## Datenübertragung
Moderne Objektivanschlüsse enthalten mehrere elektrische Kontakte, um Informationen (an die Kamera) und Steuerbefehle (an das Objektiv) zu übermitteln.